# Neil Bogart
Neil E. Bogart (3 de febrero de 1943-8 de mayo de 1982) fue un ejecutivo musical estadounidense. Fue el fundador de la discográfica Casablanca Records (que más tarde se convertiría en Casablanca Record and Filmworks, con Peter Guber). Bogart nació en Nueva York. Fue cantante en la década de los sesenta, usando el nombre artístico Neil Scott, antes de trabajar en las oficinas de Cameo-Parkway Records en Michigan. Luego de su experiencia en Cameo-Parkway, se convirtió en ejecutivo de Buddah Records.
Inició la discográfica Casablanca en 1973 firmando a la en ese entonces desconocida banda Kiss, y más tarde promocionando el auge de la música disco con Donna Summer y Village People. Casablanca también promocionó actos de rock como T.Rex, Fanny y The Hudson Brothers.
Bogart murió de linfoma a la edad de 39 años. Justo antes de su fallecimiento, fundó la discográfica Boardwalk Records, especializándose en la música new wave. Joan Jett y Harry Chapin fueron unos de sus últimos representados.
El álbum Creatures of the Night de Kiss fue dedicado a la memoria de Bogart, que fue uno de los mayores impulsores de la carrera de los neoyorkinos.